# داستان‌های تازه‌داغ
داستان‌های تازه داغ نام یک مجموعه داستان است که توسط علی‌اشرف درویشیان نوشته‌شده‌است. این مجموعه داستان از ۱۶ داستان کوتاه تشکیل شده و نخستین بار در سال ۱۳۸۴ در کلن آلمان منتشر شده‌است.

## عدم صدور مجوز برای کتاب
علی‌اشرف درویشیان در سال ۱۳۸۳ مجموعه‌ای مشتمل بر ۱۵ داستان را تحت عنوان «داستان‌های تازه‌داغ» از سوی نشر چشمه  برای دریافت مجوز به وزارت فرهنگ و ارشاد اسلامی فرستاد. با این وجود پس از گذشت ۴ ماه و در اسفند ۱۳۸۳ اعلام شد که ۸ مورد از این داستان‌ها توسط ارشاد اسلامی اجازۀ انتشار پیدا نکرده‌اند. درویشیان در همان زمان در گفتگو با خبرگزاری دانشجویان ایران اعلام کرد که نسبت به حکم ارشاد معترض است و این داستان‌ها را از کتاب خود حذف نخواهد کرد. او گفت که منتظر خواهد ماند و در آینده دربارۀ این رفتار و عملکرد ارشاد در رابطه با سانسور کتابش جوابیه‌ای خواهد نوشت. درویشیان همچنین از پیشنهاد ناشران خارجی برای چاپ کتاب‌هایی که در ایران اجازۀ انتشار ندارند خبر داد و گفت اگر این کتاب در ایران مجوز انتشار نگیرد آن را در خارج از ایران به چاپ خواهد رساند. درویشیان در شهریور ۱۳۸۴ در گفتگو با خبرگزاری مهر گفت ارشاد اسلامی با سه داستان از این مجموعه مشکل دارد و به هیچ عنوان حاضر به صدور مجوز برای انتشار آن‌ها نیست. به گفتۀ رضا خندان مهابادی درویشیان به هیچ عنوان زیر بار سانسور داستان‌هایش نرفت و این داستان‌ها را از مجموعه حذف نکرد و حتی از چاپ کتابش به‌صورت سانسورشده در ایران منصرف شد. خود درویشیان نیز در گفتگو با ماهنامۀ تجربه دربارۀ این کتاب گفت که در پاسخ به درخواست ارشاد اسلامی برای سانسور کتاب‌ها به آن‌ها گفته که «حتی یک خط هم حذف نمی کنم». در نهایت این کتاب با افزودن یک داستان دیگر در سال ۱۳۸۴ با تیراژ ۱۰۰۰ نسخه در شهر کلن آلمان به چاپ رسید.

## فهرست داستان‌های مجموعه
1. مجلس يادبود
2. زار کوچک
3. این فیلم نیست
4. آن‌ها هنوز جوان‌اند
5. هندوانۀ گرم
6. آرزوهای کاغذی
7. من هنوز زنده‌ام
8. کت و شلوار دامادی
9. رد سرخ‌رنگ

...

## داستانکت و شلوار دامادی
داستان کت و شلوار دامادی به جوانی می‌پردازد که برای پرو کردن کت و شلواری که برای روز ازدواج‌اش به خیاط سفارش داده به مغازه می‌رود. او در حال تهیه و تدارک برای روز عروسی خود است، اما توسط صاحبان خیاطی کشته شده و سپس جسد تکه‌تکه و مثله او به منزل‌شان ارسال‌می‌شود. این داستان با اندکی تغییر به صورتی نمادین به ماجرای ربوده شدن و سپس قتل و مثله کردن بهروز هاشمی دانشجوی پزشکی و فعال سیاسی کمونیست کُرد و عضو سازمان چریک‌های فدایی خلق ایران در شهر کرمانشاه توسط نیروهای اسلامگرا در اسفند ۱۳۵۸ می‌پردازد که طی آن هاشمی که در کرمانشاه یک کتابفروشی را اداره می‌کرد دزدیده شده و تحت شکنجه قرار گرفته و مثله و کشته می‌شود و کتابفروشی او نیز آتش زده می‌شود.

## داستانآن‌ها هنوز جوان‌اند
داستان آن‌ها هنوز جوان‌اند به یک روز بازدید خانواده‌های اعدام‌شدگان از گورستان خاوران در جنوب شرق تهران می‌پردازد که در آن خانواده‌ها از مناطق مختلف ایران برای اعضای از دست رفته‌شان که در جوانی به صورت گروهی اعدام شده‌اند سوگواری می‌کنند و آن‌ها را به یاد می‌آورند. این داستان به واقعۀ اعدام دسته‌جمعی زندانیان عقیدتی سیاسی ایران در تابستان ۱۳۶۷ اشاره دارد که طی آن چند هزار نفر از زندانیان سیاسی در زندان‌های ایران که دوران محکومیت خود را سپری می‌کردند، خارج از پرونده در دادگاه‌های چند دقیقه‌ای به اعدام محکوم شده و به صورت گروهی در مدت کوتاهی اعدام شدند.

## داستانهندوانۀ گرم
داستان هندوانۀ گرم به زندانی سیاسی جوانی به نام سیاوش می‌پردازد که هندوانه‌ای را که نامزدش شهره برایش به زندان فرستاده نخورده و به یادگار نگاه داشته و نام خودش و نامزدش را روی آن کنده‌کاری کرده‌است. او که فقط به خاطر زل زدن به دستگیری کاوه پسر همسایه‌شان مشکوک شناخته شده و دستگیر شده‌است، در اتاقی با ۳۰ زندانی سیاسی شامل زندانی دیگری به نام مهران هم‌سلولی است که به خاطر عکس یادگاری با یک همکلاسی که در خانۀ او پیدا شده دستگیر شده‌است. سیاوش در حالی که پروندۀ سبکی دارد و منتظر آزادی است، هر شب شاهد بیرون بردن زندانیان در دسته‌های ده نفره است که به دنبال آن‌ها صدای تیرباران و رگبار گلوله بلند می‌شود. وقتی اسامی او به همراه نُه تن دیگر خوانده می‌شود،‌ او هندوانه‌اش را بغل کرده و حاضر نمی‌شود آن را رها کند و بازجو و نگهبان نیز با تمسخر سیاوش را دیوانه می‌پندارند و به سلول بازمی‌گردانند و نُه تن دیگر تیرباران می‌شوند. این داستان نیز از مجرای یک رابطۀ عاشقانه، به دادگاه‌های چند دقیقه‌ای و اعدام‌های گروهی زندانیان سیاسی در سال ۱۳۶۷ می‌پردازد.